# Cryptothallus
Cryptothallus är ett släkte av levermossor. Cryptothallus ingår i familjen Aneuraceae.
Släktet innehåller bara arten Cryptothallus mirabilis.